# پپه فملین
پپه فملین (انگلیسی: Peppe Femling؛ زادهٔ ۲۴ مارس ۱۹۹۲) ورزشکار دوگانه اهل سوئد است.
وی در مسابقات کشوری و بین‌المللی در مجموع برندهٔ ۱ مدال طلا شده‌است.